# David Nshimirimana
David Shukuru Nshimirimana (ur. 2 stycznia 1993 w Bużumburze) – burundyjski piłkarz grający na pozycji środkowego obrońcy. Od 2021 gra w klubie Sofapaka FC.

## Kariera klubowa
Swoją karierę piłkarską Nshimirimana rozpoczął w klubie Flambeau de l’Est FC. W 2013 roku zadebiutował w jego barwach w burundyjskiej pierwszej lidze. W debiutanckim sezonie wywalczył z nim wicemistrzostwo Burundi. W latach 2015–2017 grał w Vital’O FC, z którym w sezonie 2015/2016 został mistrzem Burundi. W latach 2017–2019 występował w rwandyjskim Mukura Victory Sports FC. W sezonie 2017/2018 zdobył z nim Puchar Rwandy. W latach 2019–2020 był piłkarzem zambijskiego Buildcon FC. W 2021 przeszedł do Sofapaka FC.

## Kariera reprezentacyjna
W reprezentacji Burundi Nshimirimana zadebiutował 7 września 2014 roku w wygranym 2:0 towarzyskim meczu z Tanzanią, rozegranym w Bużumburze. W 2019 roku został powołany do kadry do na Puchar Narodów Afryki 2019. Rozegrał w nim jeden mecz grupowy, z Nigerią (0:1).